# HWDP

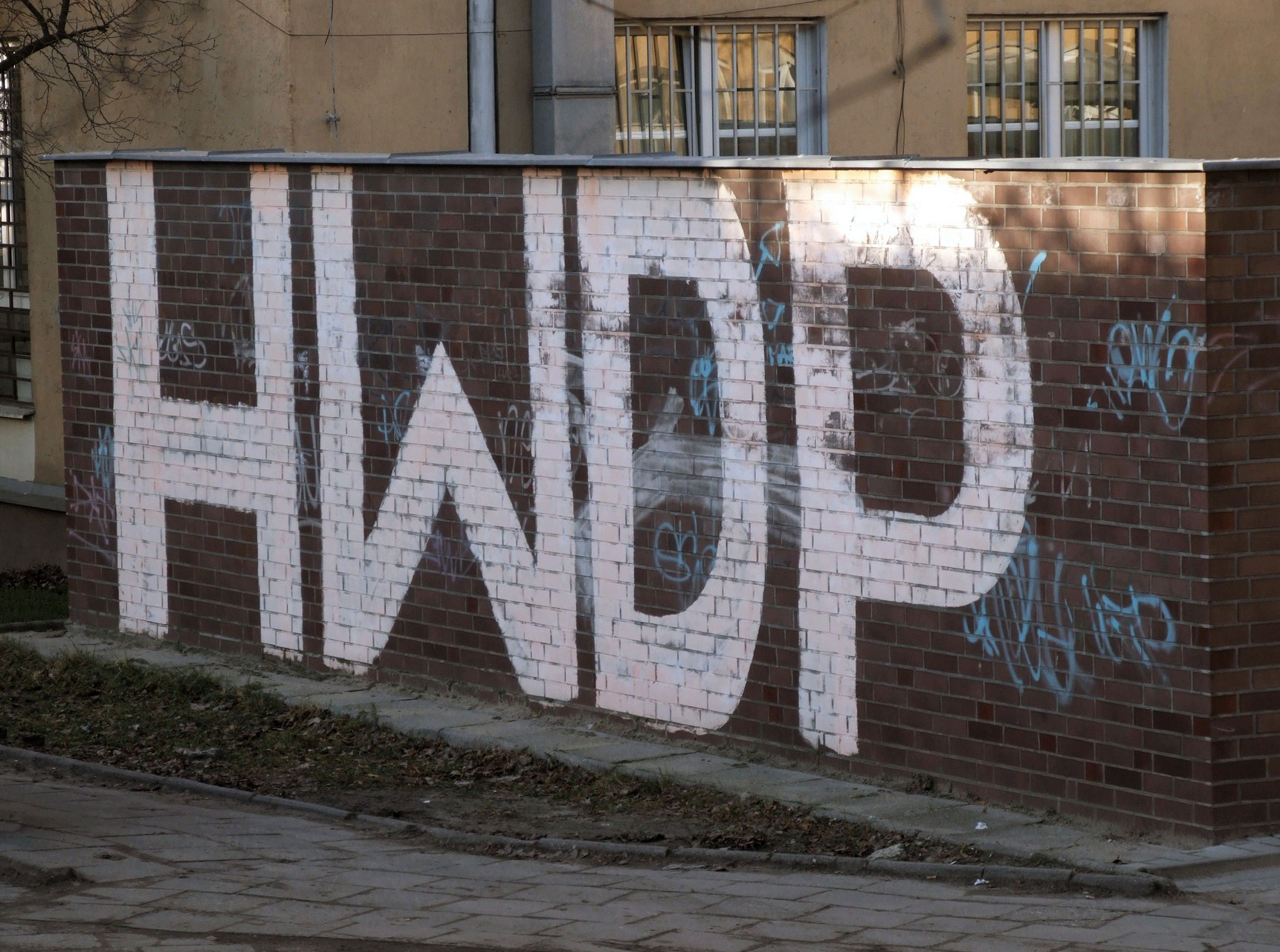
Двухметровая надпись HWDP на стене в городе Зелёна-Гура

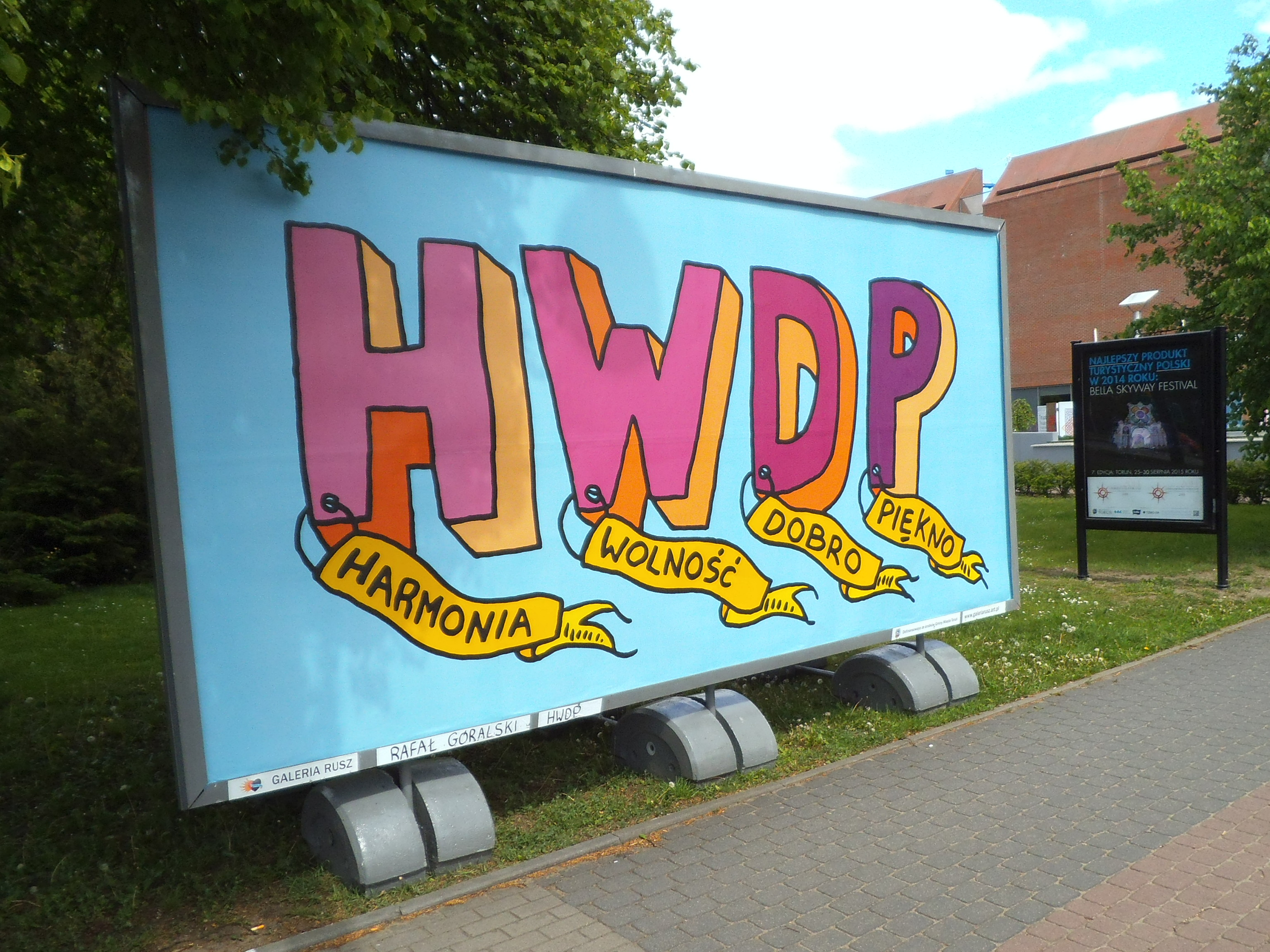
Рекламный щит с альтернативной расшифровкой в Торуни

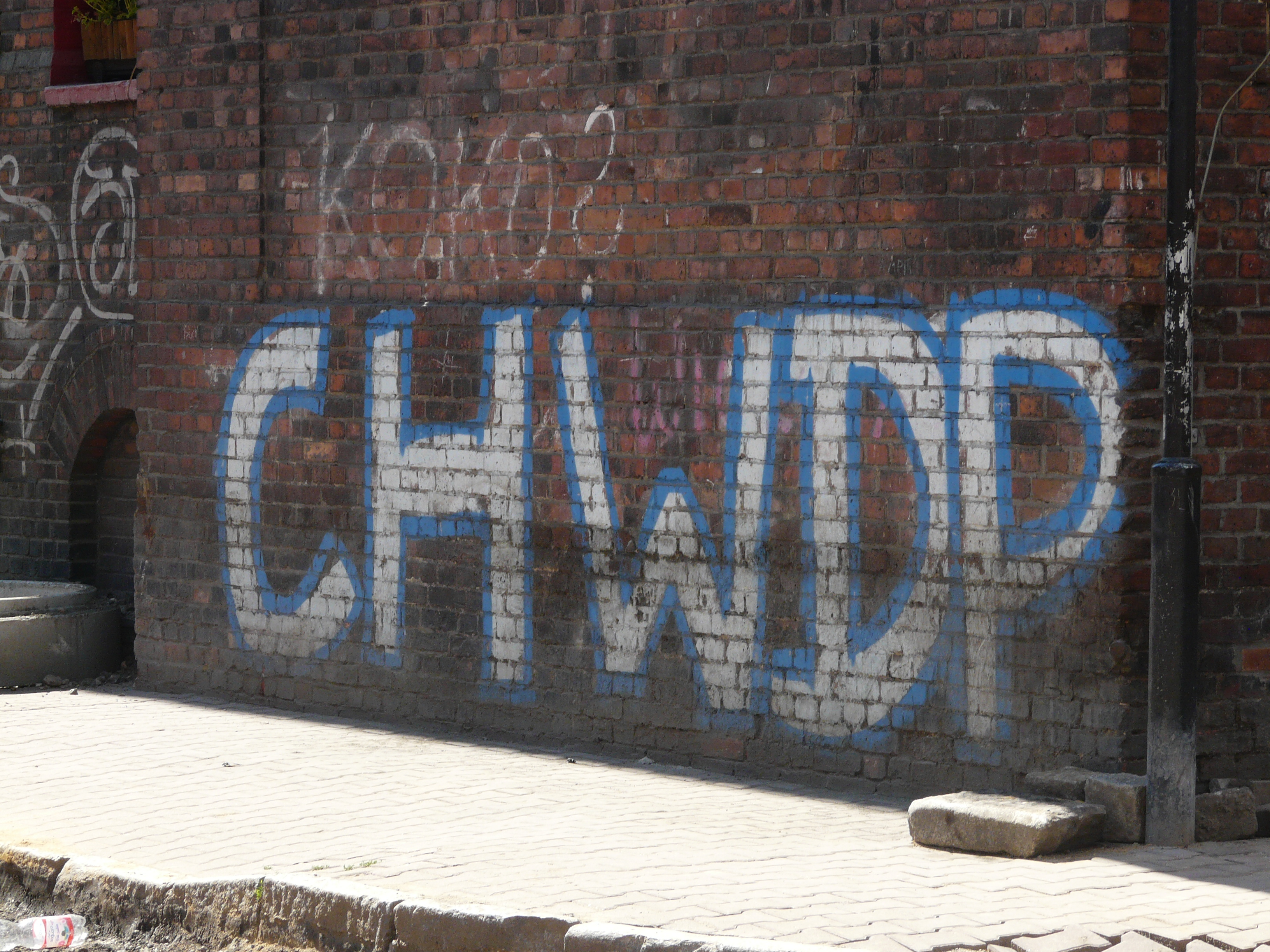
Другой вариант сокращения на граффити в Катовице

HWDP (также CHWDP, ChWDP, сокращение от пол. (c)huj w dupę policji, буквально — хуй в жопу полиции, ХВЖП) — польская аббревиатура, ругательство, направленное против полиции.

## Происхождение и употребление
Изначально лозунг использовался в хип-хопе, например, в песне Policyjne группы Pięć Dwa и творчестве группы Hemp Gru, чей основатель Wilku использовал его в песне 28.09.97 альбома Skandal (1998) группы Molesta Ewenement.
Это ругательство часто появляется на граффити в Польше. По утверждению британского таблоида Daily Star, польские шутники в Букингемском дворце разыграли офицеров: фотографируясь с ними, поляки держали в руках плакат со словами CHWDP. После этого Служба столичной полиции предупредила полицейских об оскорбительном значении аббревиатуры на тот случай, если польские туристы попросят их о фотографии.
Разночтения в использовании сокращения обусловлены тем, что в польском языке Ch — это диграф, читаемый так же, как h.

## Аналоги
Другим популярным лозунгом с тем же смыслом, что и HWDP, является сокращение JP или JP 100 % (пол. jebać policję na 100%, буквально — ебать полицию на 100 %). Он стал популярным благодаря хип-хоп-группе Firma.
В английском языке со схожей целью используется аббревиатура ACAB.

## Альтернативные расшифровки
У лозунга есть и другие расшифровки. В их число входит, например, пол. Chwała wam dobrzy policjanci — Да здравствуют хорошие полицейские. К этой расшифровке иногда прибегают при даче объяснений полиции люди, использовавшие исходный лозунг, а также сами полицейские при публичном толковании лозунга.
Ещё одной расшифровкой является пол.  Harmonia, wolność, dobro, piękno — гармония, свобода, добро, красота. В таком значении аббревиатура появилась на рекламных щитах в Варшаве в августе 2014 года, а позднее — и в Торуни.
В 2018 году ксёндз Адам Анушкевич выпустил ремикс одной из песен группы Hemp Gru, назвав его пол. Miłość do Kościoła — Любовь к костёлу. В этой песне CHWDP расшифровывается как пол. Chrystus Wam Daje Pokój — Христос вам даёт мир. По словам ксендза, он хотел в некотором смысле превратить зло (выражение ненависти к полиции) в добро, поскольку это является смыслом его жизни. Даже полиция использовала лозунг HWDP, интерпретируя его как пол. Hamujemy Wszelkie Działania Przestępcze — Мы сдерживаем любую преступную деятельность.